# Blomberg (Lippe)
Blomberg är en stad i den tyska delstaten Nordrhein-Westfalen. Staden har cirka 15 000 invånare, på en yta av 99 kvadratkilometer. Blomberg uppkom under första hälften av 1200-talet och till sevärdheterna finns slottet Burg Blomberg, som uppfördes första gången i samband med stadens tillkomst, stadstornet Niederntor från 1400-talet, en klosterkyrka uppförd under åren 1464-1473 och ett rådhus byggt 1587, vid sidan många andra äldre byggnader. Ingen är dock äldre än från 1400-talets andra hälft, då Blomberg förstördes totalt under en tysk fejd 1447. Tysklands forne förbundskansler Gerhard Schröder är född i ett mindre samhälle som heter Mossenberg, som idag ingår i stadens administrativa område.